# دهنو عبدالملکی
دهنو عبدالملکی، روستایی از توابع بخش خزل شهرستان نهاوند در استان همدان ایران است ومردم این روستا به زبان های لری و لکی سخن می گویندوبه دلیل خاک حاصلخیز وآب کافی قطب کشاورزی خزل شناخته شده است و محصولاتی از قبیل گندم,جو,چغندرقند,ذرت,گشنیزوکلزا کشت می شود.ضمنا این روستادر سال95رکورد 25هزارتن چغندر را تولید وتحویل شرکتهای مختلف داداند.

## جمعیت
این روستا در دهستان خزل قرار دارد و براساس سرشماری مرکز آمار ایران در سال ۱۳۹۵، جمعیت آن ۷۷۶ نفر (۲۲۸خانوار) بوده‌است.